# Stratford International (DLR)
Stratford International DLR is een station van de Docklands Light Railway in de Londense wijk Newham. Het ligt op de grens van zone 2 en 3 langs de noordkant van International way tegen over het spoorwegstation Stratford International.

## Ligging en inrichting
Stratford International ligt in een sleuf en kent twee kopsporen langs een eilandperron onder straatniveau. De sporen verlaten het station aan de westkant waar ook een kruiswissel ligt zodat de treinen op beide sporen kunnen binnenkomen en vertrekken. De hoofdingang ligt aan de oostzijde van het perron op straatniveau op de hoek van Celebration Avenue en International Way. Treinreizigers kunnen over een overdekte zebra de International Way oversteken tussen de DLR en High Speed 1. Een tweede toegang ligt aan de westkant van het perron.

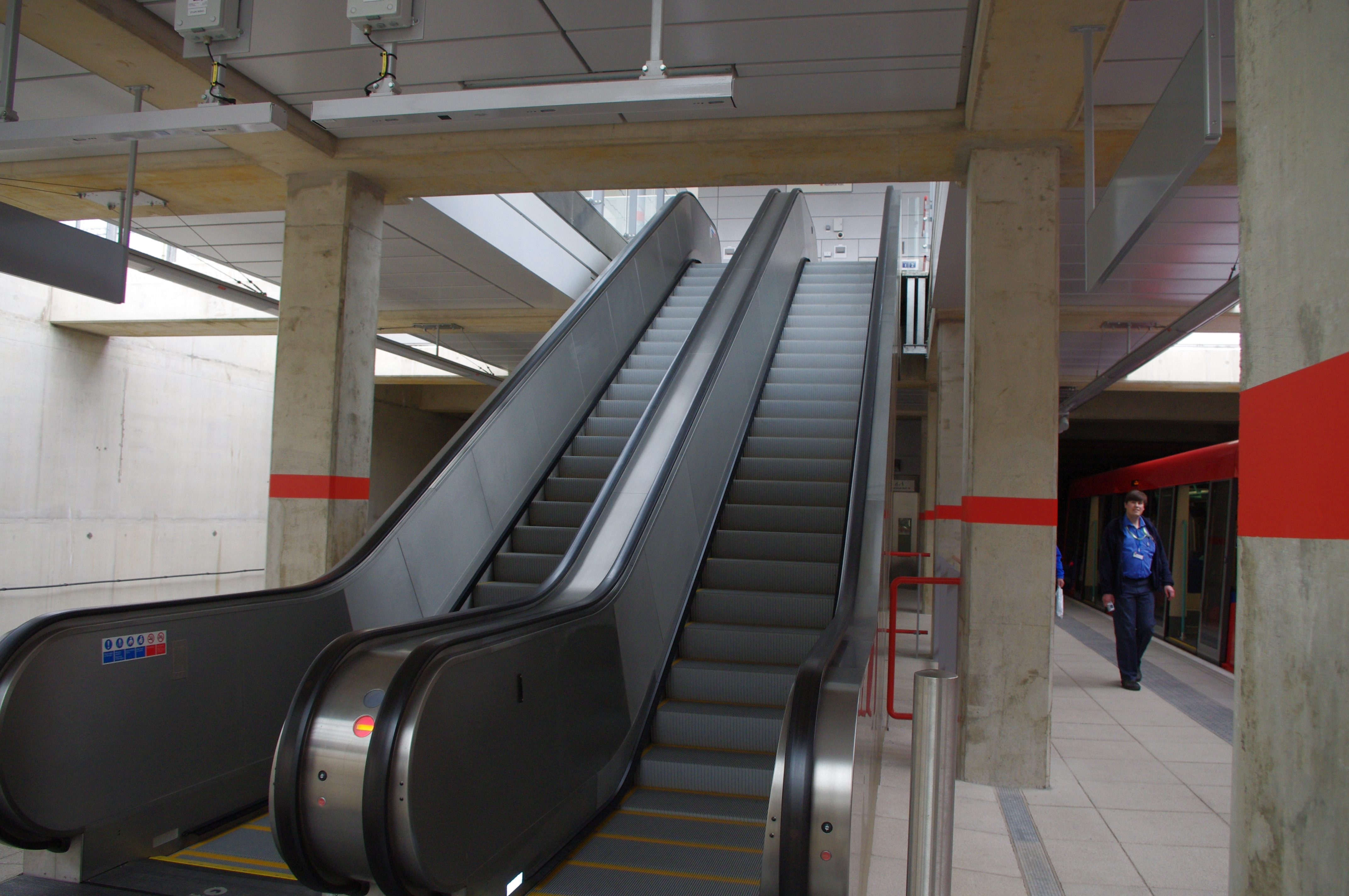
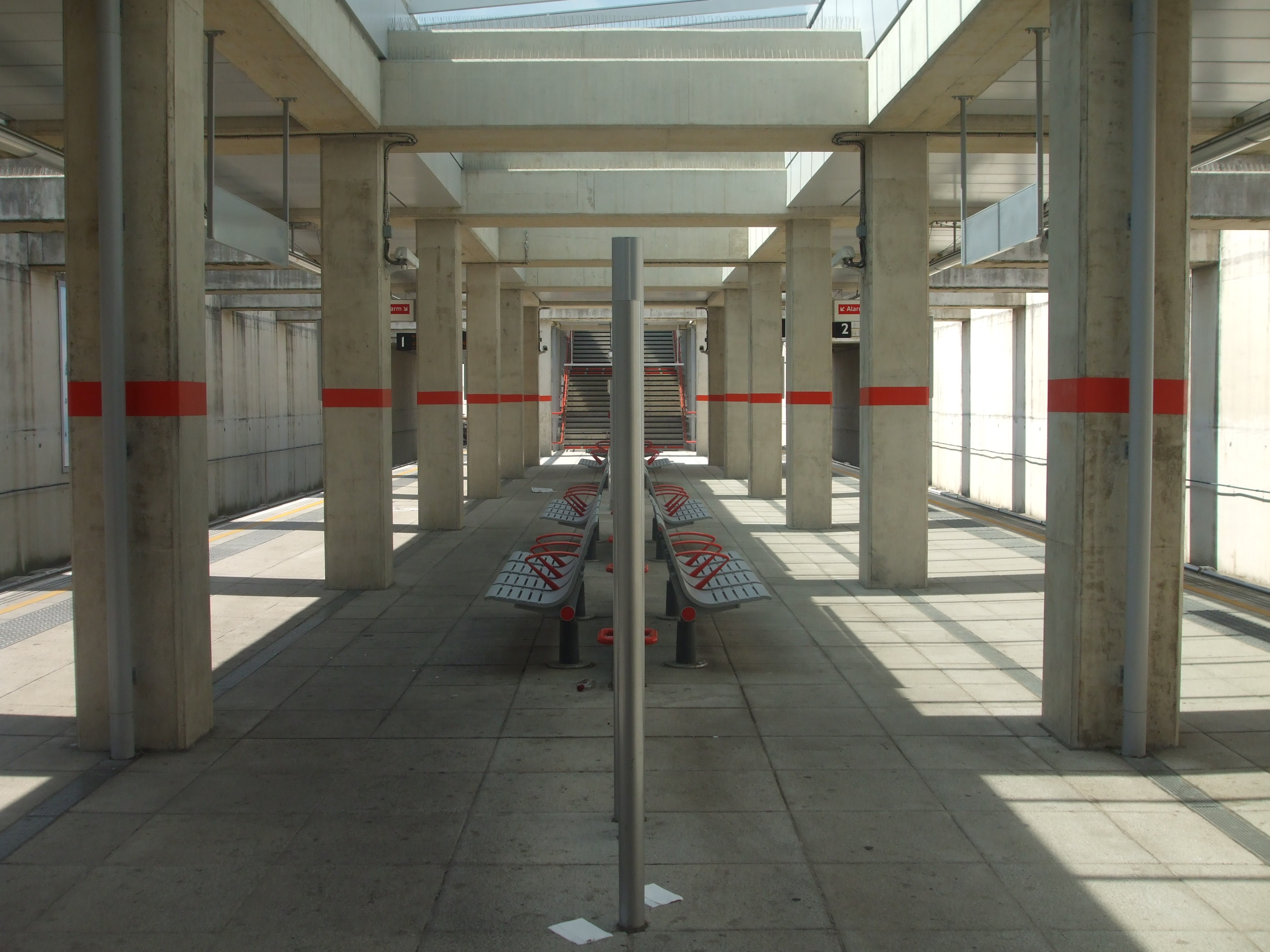
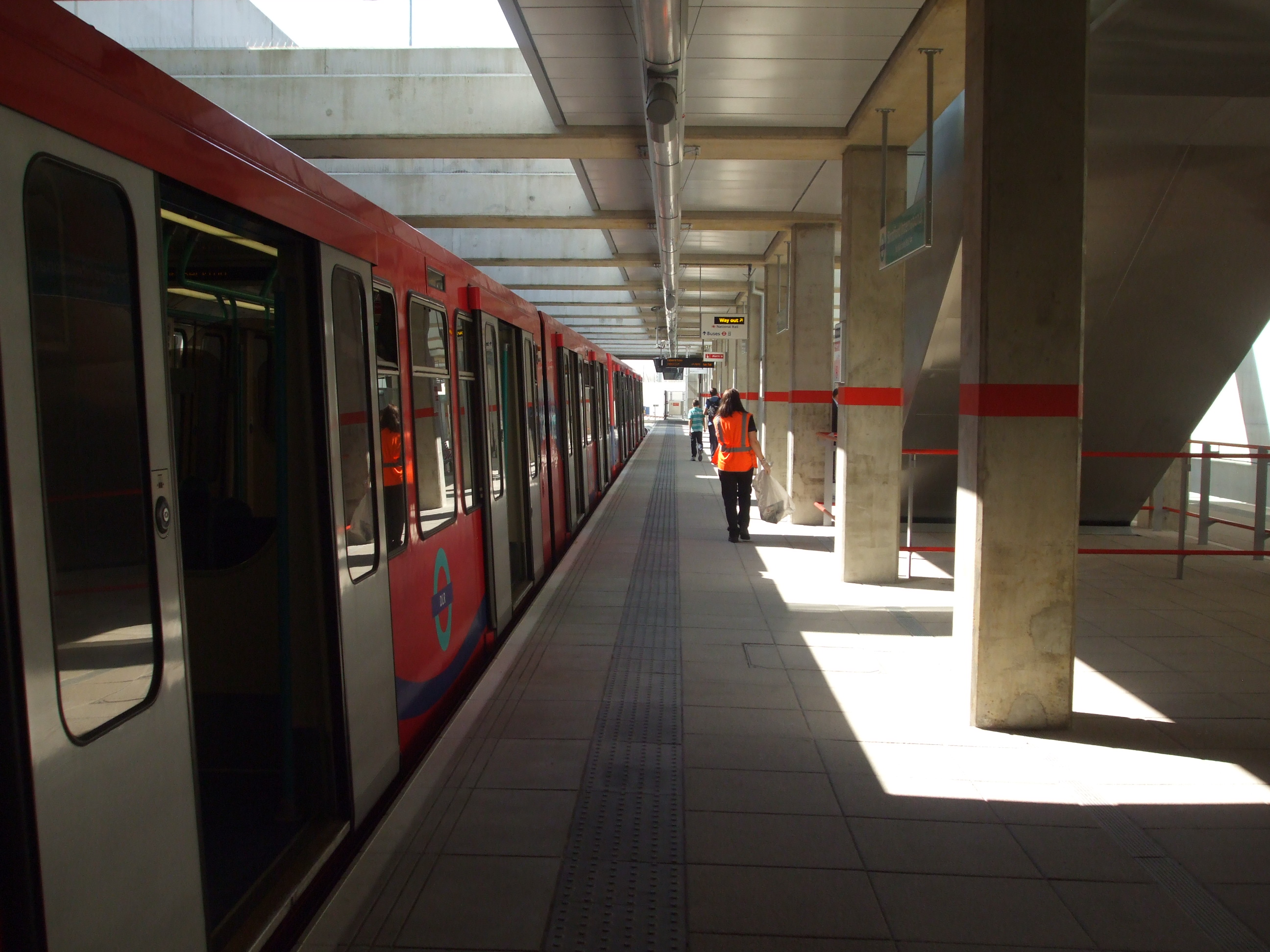

## Reizigersdienst
De verlenging van de Docklands Light Railway naar Stratford International bestaat uit een korte lijn van Stratford International naar Stratford Regional en dan verder via de buiten gebruik genomen North London Line tussen Stratford en Canning Town met tussenstops op Stratford High Street, Abbey Road, West Ham en Star Lane voordat de lijn aantakt op de lijnen van Canning Town naar Woolwich Arsenal en Beckton. De lijn opende op 31 augustus 2011.
Vanaf Stratford International DLR worden twee routes door de DLR gereden:
- Stratford International-Beckton
- Stratford International-Woolwich Arsenal.

Een nabijgelegen busstation wordt bediend door lijnen: 97, 308, 339, 388, D8 en N2057.

## Rond het station
- De Londense wijk Stratford
- Winkelcentrum Westfield Stratford City
- Queen Elizabeth Olympic Park
- ArcelorMittal Orbit